# 井伊直中
井伊 直中（いい なおなか）は、江戸時代中期から後期の大名。近江国彦根藩の第14代藩主。井伊直弼の実父である。

## 生涯
明和3年（1766年）6月11日、13代藩主・井伊直幸の六男として江戸で生まれる。幼名は庭五郎といった。天明7年（1787年）7月に兄で世子だった直富が早世したため、同年9月25日に世子となる。寛政元年（1789年）に直幸が死去したため、家督を継いで彦根藩主となり、同年4月22日に掃部頭に任官する。
直中は寛政の改革に倣って積極的な藩政改革を行ない、財政再建のための倹約令や町会所設置による防火制度の整備、殖産興業政策を行った。寛政11年（1799年）には藩校として稽古館を創設し、算術や天文学、砲術など多岐に指導し、人材育成に努めた（後に弘道館と改名）。ほかにも治水工事などの干拓事業を行ない、藩祖の井伊直政らを祀るために井伊神社を創設し、さらに佐和山に石田群霊碑を建立して石田三成の慰霊を行った。
文化9年（1812年）2月3日、家督を子の井伊直亮に譲って隠居し、左兵衛督と称す。天保2年（1831年）5月25日に彦根で死去した。享年66。

## 人物・逸話
- 弓術・馬術など武芸に優れていた。特に砲術に秀でており、一貫流という流派を自ら興している。
- 実子に恵まれ、その多くは他藩の養子となって他家を継いだため、幕末の政治情勢に大きな影響を与えた。人数が多すぎたこともあって、十四男の直弼のように養子先が決まらず部屋住みで過ごす者も出たが、直弼にはこれが幸いして三男・直亮の跡を継ぐことになった。
- 腰元が不義の子を身ごもったと知り激怒した直中はこれを重く罰したが、後にその不義の相手が自身の息子であったことを知り深く嘆き、腰元とその子の供養のために天寧寺を建てて手厚く供養した。この寺は五百羅漢の寺として広く知られている。
- 井伊氏では歴代藩主の中でも名君の一人として数えられている。側室の中では直弼・直元の生母であるお富を特に愛し、お富が若死にしたときには身分の差から葬儀に参列できず、秋空に消えてゆく荼毘の煙を見ることしかできなかったという。また晩年の子供（直中数えで50歳の子）のためか直弼を愛したという[3]。
- 松平定信が老中に就任すると、定信は、当時英明を知られていた井伊直中と酒井忠徳（庄内藩9代藩主）に老中職に就くように再三説得をしたが、2人は談合の上、定信の勧告には応じなかった。（「贈従三位酒井忠徳公」大正13年発行）

## 年表
- 1766年（明和3年）：生まれ
- 1789年（寛政元年）：2月26日、直幸死去により、4月16日に井伊家相続。
- 1812年（文化9年）：2月3日、隠居。
- 1831年（天保2年）：5月25日、死去、享年66。

## 官位位階
- 1787年（天明7年）：従四位下侍従玄蕃頭
- 1789年（寛政元年）：掃部頭
- 1794年（寛政6年）：少将
- 1796年（寛政8年）：中将
- 1917年（大正6年）11月17日：贈従三位[4]

## 系譜
- 父：井伊直幸
- 母：量寿院 - 大武氏娘、家女
- 正室：親姫 - 豊、親光院、南部利正の娘
  - 長女：穠姫（1792-1820） - 文姫、蜂須賀斉昌正室
  - 三男：井伊直亮（1794-1850）
  - 四女：秩
- 室：小島氏
  - 長男：井伊直清（1791-1811）
- 側室：君田富 - お富の方
  - 十一男：井伊直元（1809-1846）
  - 十三男：内藤政優（1810-1851） - 内藤政成の養子
  - 十四男：井伊直弼（1815-1860）
- 室：津田信備の養女 - 宮川春昭の娘
  - 次男：某
  - 四男：鋭三郎
  - 五男：亀五郎
  - 六男：井伊中顕（1799-1852）
- 室：関口氏
  - 七男：中川久教（1800-1840） - 中川久貴の婿養子
- 室：八千女 - 勅使河原氏
  - 次女：知 - 榊原政養正室
  - 三女：充 - 繁子、允姫、充真院、内藤政順正室
  - 八男：内藤政成（1802-1860） - 内藤政峻の養子
- 室：橋本氏
  - 五女：芳 - 松平忠侯正室
  - 九男：松平勝権（1807-1868） - 松平勝升の婿養子
  - 十二男：横地義之（1810-1847）
- 室：山田清伯の娘 - 家女
  - 十男：新野親良（1808-1875）
- 室：中島氏
  - 十五男：内藤政義（1820-1888） - 内藤政順の養子
- 養子
  - 女子：多喜 - 滝、阿部正簡の娘、井伊直暉正室